# Jenaveve Jolie

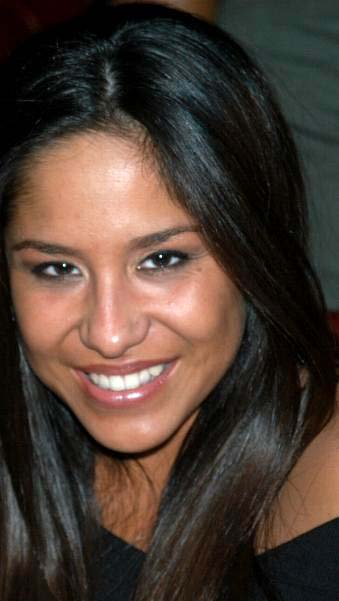
Jenaveve Jolie bei Pornstar Karaoke, 2005

Jenaveve Jolie (* 4. Juni 1984  in San Luis Obispo, Kalifornien als Olivia Gonzalez Aguilar) auch bekannt als Jenaveve Joli oder Jenevieve, ist ein US-amerikanisches Nacktmodell, Pornodarstellerin und Schauspielerin.

## Leben
Jolie ist mexikanischer Abstammung. Vor Beginn ihrer Karriere als Darstellerin arbeitete sie als Kellnerin in einem Steakhaus. 
Jolie begann ihre Karriere als Darstellerin in Hardcore-Pornofilmen im Jahr 2004. Mittlerweile hat sie laut IAFD in über 500 Filmen mitgewirkt, eingeschlossen das vielfach ausgezeichnete Werk Pirates von Digital Playground. Sie wird regelmäßig von Brazzers, Reality Kings und Bangbros als Darstellerin gebucht.
Sie wurde 2006 für den AVNs Best New Starlet Award nominiert. Insgesamt hat sie sechs Nominierungen für den AVN Award erhalten.

## Filmografie (Auswahl)

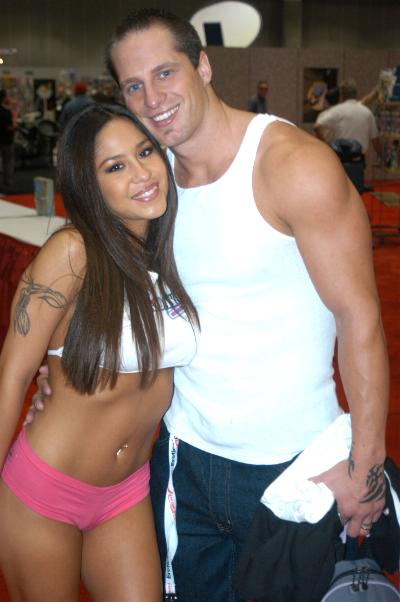
Jenaveve Jolie mit Kollege Kris Knight auf der Erotica LA Convention, 2005

- 2004: Pussyman’s Decadent Divas 25
- 2005: Pirates
- 2005: Big Mouthfuls 7
- 2006: Girlvana 2
- 2006: Britney Rears 2
- 2006: Girlvana 2
- 2006: Meet the Twins 1
- 2006: Women Seeking Women 29
- 2007: Operation: Desert Stormy
- 2007: Flesh Hunter 10
- 2008: Fallen
- 2009: Big Tits at School 4
- 2010: Bad Girls 3
- 2010: Jenaveve Jolie Suck And Fuck
- 2010: Twilight Vamps
- 2010: Baby Got Boobs 4
- 2011: Big Tits in Sports 8
- 2011: Big Tits in Uniform 4
- Tug Jobs 7, 14

## Nominierungen
- 2006 AVN Award Nominierung – Best New Starlet
- 2007 AVN Award Nominierung – Best All-Girl Sex Scene, Video – Girlvana 2
- 2008 AVN Award Nominierung – Best Tease Performance – Control 5
- 2009 AVN Award Nominierung – Best All-Girl 3-Way Sex Scene – Chop Shop Chicas
- 2010 AVN Award Nominierung – Best All-Girl Group Sex Scene – Babes Illustrated 18
- 2010 AVN Award Nominierung – Best Tease Performance – Internal Cumbustion 14